# Comitato di sicurezza generale
Il Comitato di sicurezza generale (in francese, Comité de sûreté générale) fu un'istituzione della Prima Repubblica francese incaricata di dirigere la polizia e la giustizia rivoluzionaria.
Nacque dal Comitato di sorveglianza dell'Assemblea nazionale legislativa che fu creato il 25 novembre 1791, e prese il nome di Comitato di sicurezza generale dopo la giornata del 10 agosto 1792. Continuò le sue funzioni sotto la Convenzione, dapprima provvisoriamente, poi ufficializzate con decreto del 2 ottobre 1792.
Il numero dei suoi membri variò da un massimo di trenta a un minimo di nove. Si riuniva nei locali dell'hôtel de Brionne, ormai scomparso. Il Comitato aveva a sua disposizione dodici agenti della polizia parigina, nominati dalla Comune. Incaricato di applicare le misure di polizia contro i sospetti, li arrestava e li deferiva al tribunale rivoluzionario.
Il Comitato agiva avendo diviso la Francia in quattro regioni di competenza, una delle quali costituita dalla sola Parigi. Ogni regione era seguita da tre membri e da una dozzina d'impiegati. Un ufficio centrale di sette impiegati era incaricato di ricevere e distribuire i dispacci ricevuti. Vi era una segreteria con sette impiegati, un ufficio esecutivo con due capi servizio e diciotto impiegati, e venti agenti per le missioni speciali. Non si può quantificare il numero di arresti eseguiti complessivamente: nelle prigioni di Parigi era rinchiusi nel luglio 1794 più di 8.000 detenuti.
Dalla primavera del 1794 la maggioranza dei suoi membri entrò in conflitto con Robespierre, al quale non perdonavano la liquidazione degli hébertisti e l'istituzione del culto dell'Essere supremo. Essi non accettarono nemmeno di essere stati messi da parte nella riorganizzazione del tribunale rivoluzionario, affidata a Couthon, e nella creazione nel Comitato di salute pubblica di un ufficio di polizia generale diretto da Robespierre, Couthon e Saint-Just che svuotava le competenze del Comitato. Amar, Jagot, Vadier e Voulland parteciparono così al complotto del 9 termidoro (27 luglio 1794) che rovesciò Robespierre.
Il Comitato di sicurezza generale fu riorganizzato e poi sciolto dal Direttorio che con legge del 2 gennaio 1796 creò al suo posto il Ministero di Polizia generale.

## Membri del Comitato
Dal marzo al luglio 1794 il comitato fu composto da dodici membri:
- Jean-Pierre-André Amar
- Joseph-Nicolas Barbeau du Barran
- Moyse Bayle
- Jacques-Louis David
- Grégoire Jagot
- Elie Lacoste
- Louis-Charles de Lavicomterie
- Philippe-François-Joseph Le Bas
- Jean-Antoine Louis
- Philippe Rühl
- Marc Guillaume Alexis Vadier
- Jean-Henri Voulland